# NGC 5594
NGC 5594 is een spiraalvormig sterrenstelsel in het sterrenbeeld Ossenhoeder. Het hemelobject werd op 19 mei 1784 ontdekt door de Duits-Britse astronoom William Herschel.
Vanaf de Aarde gezien bevindt NGC 5594 zich schijnbaar net ten noordnoordwesten van de voorgrondster TYC 2011-1219-1. Deze ster behoort toe aan de melkweg en bevindt zich op relatief korte afstand tot de Aarde, in vergelijking met het zich veel verder van de melkweg bevindende sterrenstelsel NGC 5594.

## Synoniemen
- IC 4412
- MCG 4-34-24
- ZWG 133.46
- NPM1G +26.0365
- PGC 51391